# Rifugio città di Vigevano
Il rifugio città di Vigevano è stato un rifugio situato nel comune di Alagna Valsesia (VC) in Valsesia. È chiuso dal 2012.

## Storia
Il rifugio è stato inaugurato come albergo Stolemberg nel 1914. Nel 1947 fu acquistato dalla sezione di Vigevano del Club Alpino Italiano. Fu un importante punto di riferimento sulla via normale per il monte Rosa. Con lo sviluppo dell'area sciistica perse lentamente l'importanza e fu utilizzato soprattutto l'inverno dagli sciatori. Nel 2001 la gestione passò alla sezione di Varallo del CAI. Fu venduto a privati e chiuso nel 2012. Nel 2016 la Regione Piemonte ha deliberato la ristrutturazione dell'edificio e la sua destinazione ad altri scopi turistici.

## Caratteristiche ed informazioni
Si trova ad est del Col d'Olen; la capienza era di 112 posti letto. Era di proprietà del Club Alpino Italiano - sezione di Vigevano.

## Accesso
Si può raggiungere il rifugio in 10 minuti circa di cammino dal passo dei Salati, dove arrivano gli impianti di risalita di Gressoney-La-Trinité e Alagna Valsesia.